# Reebok
Reebok International Limited – amerykańskie przedsiębiorstwo branży odzieżowej, zajmujące się produkcją obuwia, odzieży i akcesoriów sportowych. Jest  częścią amerykańskiej Authentic Brands Group.Jego nazwa pochodzi od gatunku południowoafrykańskiej antylopy – ridboka szarego (afr. Vaalribbok, ang. Grey Rhebok).

## Historia
Początki Reebok International Ltd. sięgają rodzinnej firmy założonej w Wielkiej Brytanii przez biegacza Josepha Williama Fostera i jego ojca Josepha B. Fostera pod nazwą J.W. Foster and Sons Limited. Firma ta wyprodukowała buty noszone podczas letniej Olimpiady w 1924 przez biegaczy Harolda Abrahamsa i Erica Liddella, o których powstał film Rydwany ognia.
Rodzinne przedsiębiorstwo prosperowało w takiej formie przez wiele lat, aż w 1958 wnukowie J.W. Fostera – Jeffrey oraz Joseph, stworzyli firmę Merkury Sports, która ostatecznie połączyła się z J.W. Foster, przyjmując nazwę Reebok. Jej założyciele zaczerpnęli nową nazwę ze słownika, który Joe wygrał jako dziecko w wyścigu (było to południowoafrykańskie wydanie, stąd pisownia).
W 1979 dystrybutor artykułów sportowych Paul Fireman zauważył buty Reeboka na wystawie międzynarodowej. Wynegocjował licencję na dystrybucję w Ameryce Północnej i tego roku wprowadził trzy modele butów na rynek. Przy cenie 60 USD były to najdroższe buty z dostępnych w sprzedaży.
Popularność Reeboka wzrosła gwałtownie w roku 1982 po wprowadzeniu butów Freestyle przeznaczonych dla kobiet, na fali wzrostu popularności aerobiku.
Firma została przejęta przez grupę inwestorów na czele z R. Stephenem Rubinem z Pentland Industries i Paulem Firemanem, którzy założyli w Wielkiej Brytanii holding o nazwie Limelight Limited, przemianowany później na Reebok International Limited.

## Połączenie i partnerstwo
W 2006 roku Reebok sprzedany został firmie Adidas za 3,8 mld USD. 
W lutym 2021 koncern Adidas zapowiedział, że Reebok zostanie odsprzedany. W lipcu tego samego roku firma rozważała jako nowych nabywców marki koncerny Wolverine World Wide oraz Authentic Brands Group. Ostatecznie Reebok sprzedany został firmie Authentic Brands Group za 2,5 mld USD. Transakcję sfinalizowano 1 marca 2022. 

## Rozwój logotypu

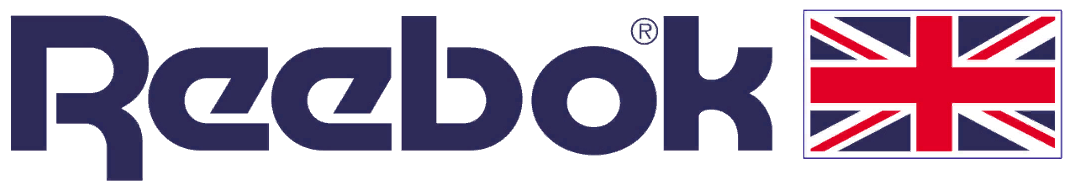
1977–1986
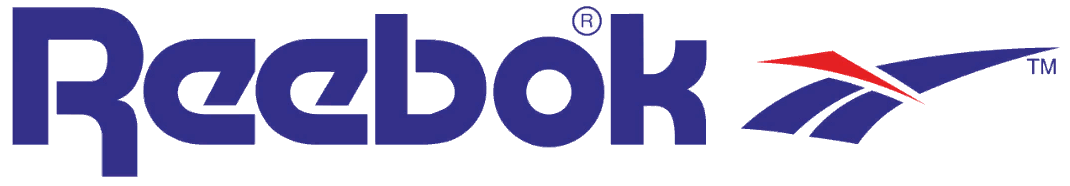
1986–2000
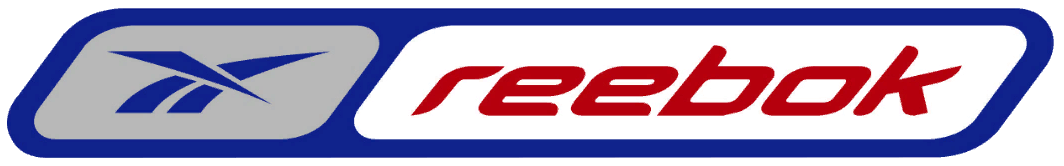
2000–2005
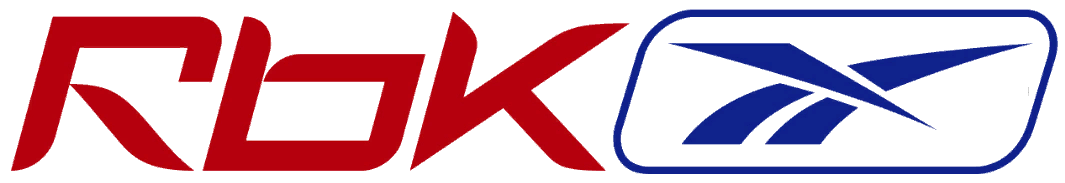
2005–2008
2008–2014
2014–2019
Od 2019 r.

## Krytyka
Firmie zarzucany był wyzysk i nieprawidłowości w zakładach dostawczych.
W 2002 roku grupa 350 pracownic protestowała przeciwko tajlandzkiej firmie Bed and Bath Prestige Company produkującej dla takich koncernów jak Nike, Reebok, ABG, Levi Strauss & Co. Firma ta zalegała z wypłatami i odszkodowaniami dla pracownic w wysokości ok. 400 tys. euro. Kobiety skarżyły się, że wymuszane na nich były nadgodziny, musiały pracować niezależnie od choroby czy ciąży. Na skutek protestów konsumenckich tajlandzkie ministerstwo pracy przyznało pracownicom częściowe odszkodowania.
W 2012 roku na firmę spadła fala krytyki przez kontrowersyjną kampanię reklamową. Na plakatach reklamowych Reeboka pojawiło się hasło „Cheat on your girlfriend, not on your workout” mające nawoływać mężczyzn do zdradzania swoich dziewczyn, ale nie zaniedbywania treningów. Wywołało to oburzenie opinii publicznej, do Reeboka trafił list od twórców witryny CheaterVille.com ujawniającej osoby zdradzające swoich partnerów, w którym grożono bojkotem firmowych produktów jeśli reklamy nie zostaną wycofane, a także zażądano przeprosin. Producent spełnił wspomniane żądania. Rzecznik Reeboka Dan Sarro twierdził, że plakaty nie były częścią globalnej kampanii marketingowej, a pojawiły się tylko w jednej siłowni w Niemczech. „Żałujemy, że ostatnio pojawiły się obraźliwe materiały Reeboka. Zostały one usunięte od razu, jak tylko się o nich dowiedzieliśmy. Zapewniam, że Reebok nie akceptuje takiego przekazu ani zdrady w jakikolwiek sposób. Przepraszamy za obraźliwy charakter tych materiałów i wyrażamy rozczarowanie, że w ogóle się pojawiły” – podano w oświadczeniu firmy.